# Hugo Simpson
Hugo Henrique Simpson (spelad av Nancy Cartwright) är en rollfigur i den animerade tv-serien Simpsons

## Biografi
Hugo Henrique Simpson är Barts siamesiska tvilling i Halloweenavsnittet Treehouse of Horror VIII i serien Simpsons. Eftersom Hugo Henrique figurerar i ett Halloweenavsnitt räknas han inte som en kanonisk figur och finns därför inte med i resten av serien.
Bart och Hugo Henrique separerades vid födseln av Dr Hibbert. Hugo fördes genast till familjen Simpsons vind på grund av sin ondska. Men inte förrän tio år senare upptäcker Bart och Lisa honom. 
Hugo ser precis ut som Bart. Fast längre och antagligen starkare. Sägs även vara väldigt lik Quasimodo i den tecknade långfilmen: Ringaren i Notre Dame. En roman skriven av Victor Hugo. (Hugos namn)
I slutet av avsnittet upptäcker Dr Hibbert att han är den "Goda tvillingen" och att Bart var den "onda".
Hugo Henrique är en enstöring och den typ av barn som ingen vettig människa skulle vilja ha.